# ديف غريغ
ديف غريغ (بالإنجليزية: Dave Gregg)‏ هو لاعب كرة قاعدة أمريكي، ولد في 14 مارس 1891 في شيهاليس في الولايات المتحدة، وتوفي في 12 نوفمبر 1965 في كلاركستون في الولايات المتحدة.

## وصلات خارجية
- ديف غريغ على موقعبيزبول رفرنس.كوم (الدوري الرئيسي) (الإنجليزية)
- ديف غريغ على موقعبيزبول رفرنس.كوم (الدوري الثانوي) (الإنجليزية)